# 西西里巴洛克

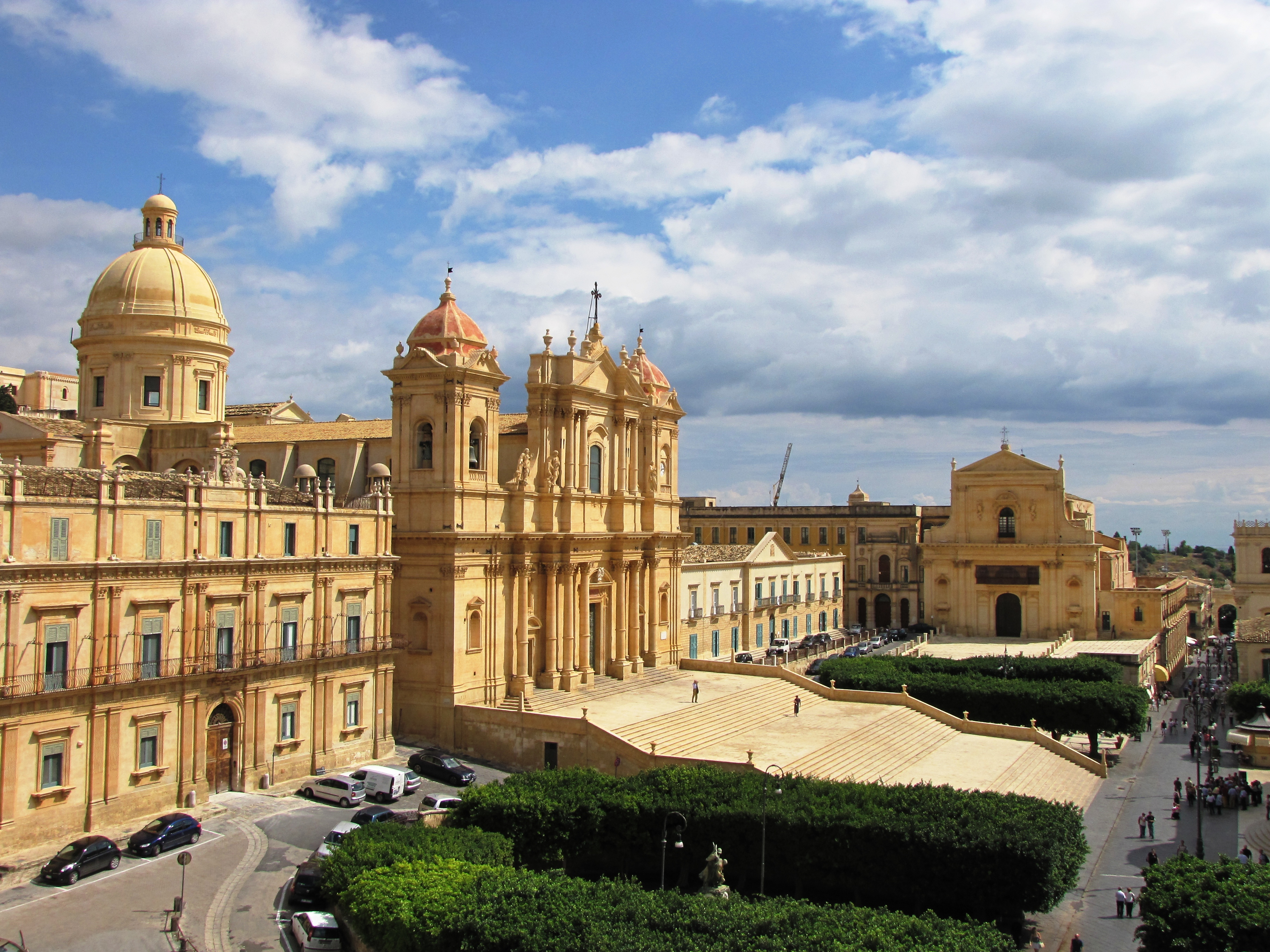
諾托大教堂

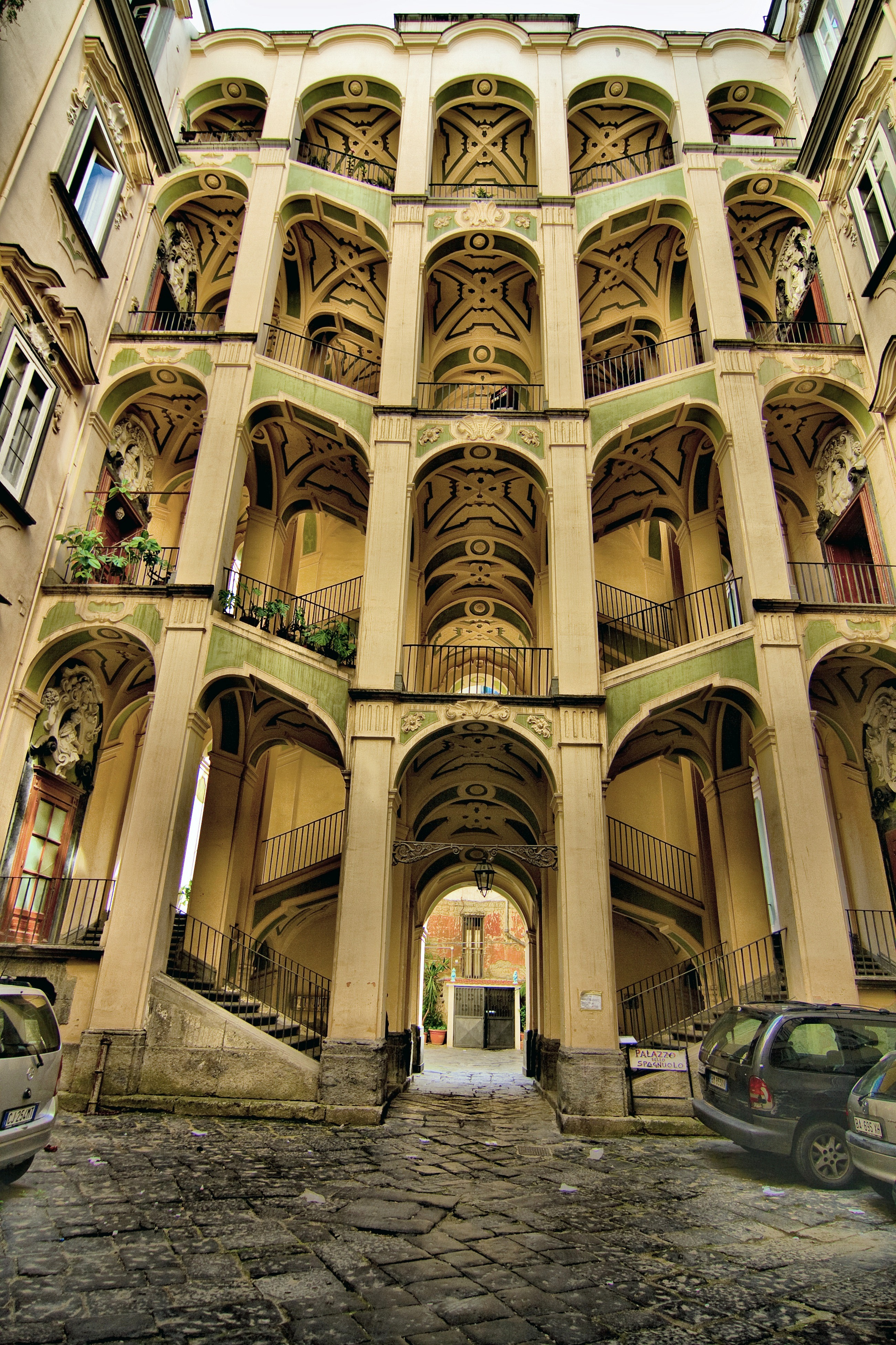
那不勒斯西班牙宮，具有精巧的雙樓梯

西西里巴洛克（意大利语：Barocco siciliano）是指一種獨特的巴洛克建築風格，存在於十七至十八世紀間的南意大利。包括西西里島以及整个兩西西里王國，如坎帕尼亚，普利亚，卡拉布里亚等地。
西西里巴洛克有著典型巴洛克式曲線與妖冶怪誕的華麗裝飾，點綴著露齒而笑般的人面裝飾、男童天使（putto）以及特殊的浮華風格，成了西西里獨一無二的建築特徵。
西西里巴洛克風格成就於1693年，一場大地震之後的大規模重建時期。在此之前，島上的巴洛克風格是結合了樸實與地方性風貌的建築流派，由融合本土的建築風格發展而來，而不是源自羅馬的主流巴洛克風格。在地震發生後，當地許多於羅馬受訓的建築師，有了充足的機會，來重新打造當時義大利本島當紅的，更精緻、複雜的巴洛克式建築；這些當地建築師的作品－－與他們所倡導的新派的建築雕刻術－－吸引了更多本地建築師的效法。約莫1730年，西西里的建築師對巴洛克風格已駕輕就熟。他們特殊的詮釋，讓西西里島的藝術形式，更進一步的導向個性化與高度本土化。直到1780年代之後，此風格才漸漸的為新流行的新古典主義所取代。
高裝飾性的西西里巴洛克時期僅僅風行了五十年，但完全反映出島上當時名義上為西班牙所管理，事實上是由富人與奢侈的貴族統治、農業經濟所有權高度集中於其手中的社會秩序。而它獨特的巴洛克式建築，至今仍是島嶼的建築特色。

## 西西里巴洛克的特色

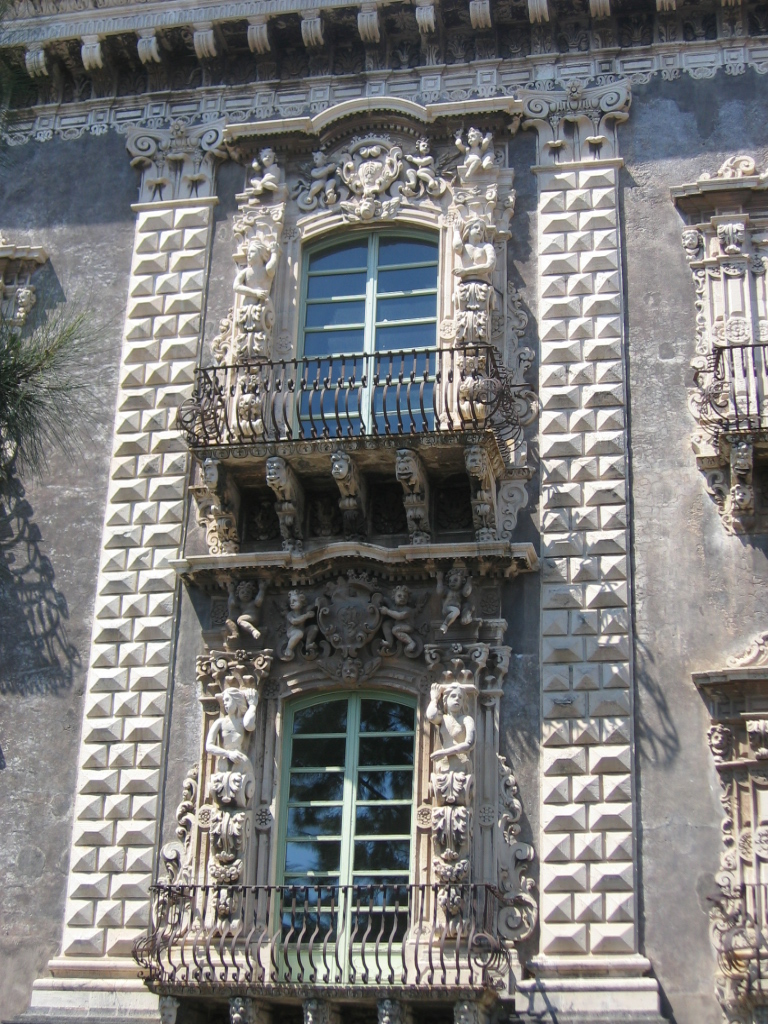
圖二：卡塔尼亞大學，瓦卡瑞尼設計，1752年完工，是典型的西西里巴洛克式建築，男童天使支托著露臺、鍛鐵製欄杆，裝飾以粗面光邊石工及雙色熔岩磚石。

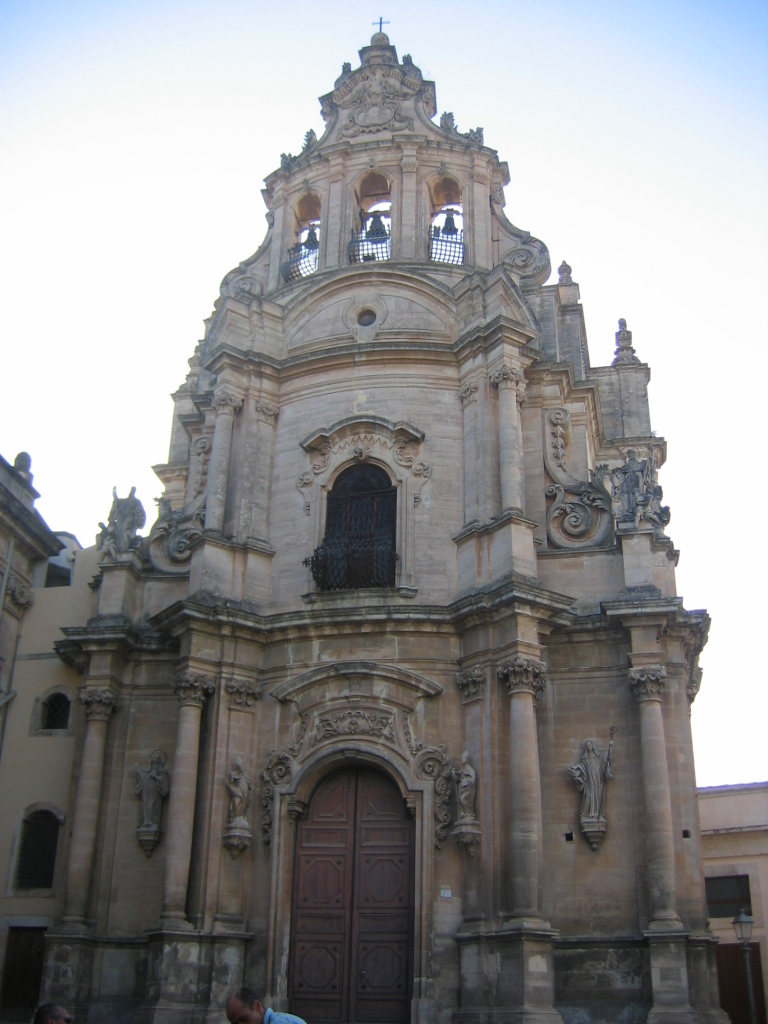
圖三：聖朱塞佩教堂之頂的鐘塔，拉古薩伊布拉，1756–1796。

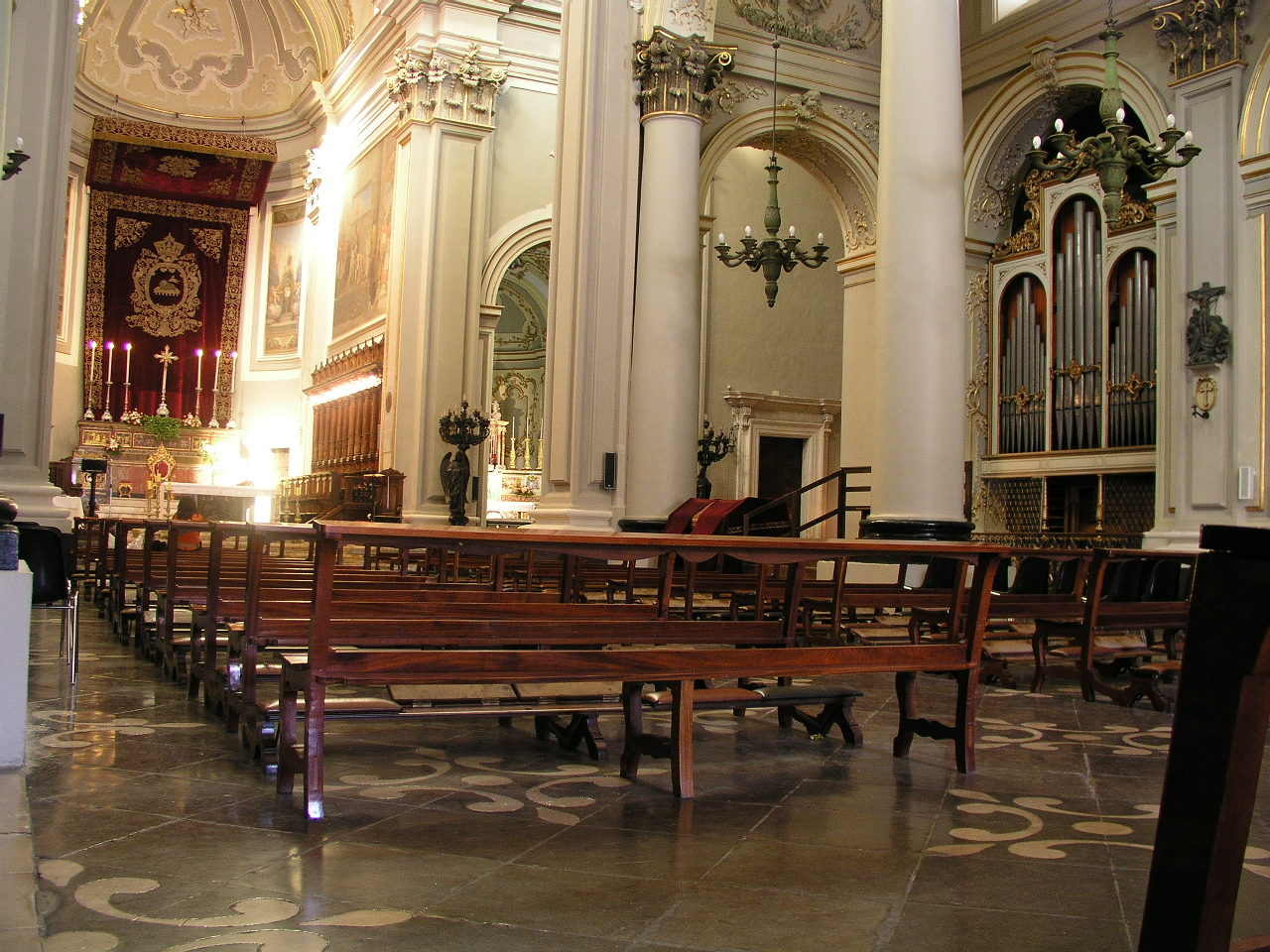
圖四：聖喬瓦尼·巴蒂思塔大教堂，拉古薩（1694–1735），早期西西里巴洛克的典型。

巴洛克建築是一種歐洲特有的建築風格，發源於十七世紀義大利；它華麗而戲劇化，裝飾以豐富多變的雕塑，並發揮明暗對照法的效果，巧妙的在建築物上運用了光影。
西西里的巴洛克式風格則主要侷限於教會所建的建築物，及西西里貴族建作私人住宅用的宮殿（palazzo）上。在西西里，此風格的早期建築仍缺乏獨樹一格的特徵，是典型的拙劣仿製品，根據曾至羅馬、佛羅倫斯與那不勒斯的西西里遊客所見以打造。然而，即使是在此初創期，本土建築師已著手在新建築中融入某些西西里本地建築的特色。到了十八世紀中葉，西西里巴洛克建築已明顯跳脫出內陸的建築特色，它代表性的涵蓋了至少二或三個下述特徵，並結合了一種獨一無二、難以筆墨形容的大膽設計感。
1. 怪誕的人面（或人頭）裝飾（mask）以及男童天使（putto），上方通常支撐著露臺，或用以裝飾建築物的簷部（entablature）；這些露齒而笑或瞪視的人面裝飾是西西里十七世紀中期以前的建築遺跡。（圖二和圖九）
2. 露臺，在1633年以後通常搭配著複雜精細的鍛鐵製欄杆（圖二和圖九），在此以前則是簡樸的樣式（圖六）。
3. 外部樓梯。大部分的別墅與宮殿都建有馬車在通過車道的拱門後的正式入口，通往內部的庭院。進入庭院後，再經由精細的皇家樓梯走入主廳（piano nobile）。這便是宮殿裡通往底樓會客廳的主要入口；對稱的梯階會向內和向外旋轉多達四次。由於地基的架高，通常必須走過多層的台階才能到達教堂；這些台階有時會轉換為長而筆直的大理石樓階，其本身就是裝飾性建築特色（圖十九），在羅馬則是呈現西班牙台階的風格。
4. 傾斜、凹面或凸面的外觀（圖一和圖六）。偶爾出現於別墅或宮殿，彎曲部分的凹處可以打造一座外部樓梯。
5. 西西里鐘塔。在義大利，鐘塔（belfry）普遍被建於教堂旁的獨立鐘樓（campanile）內，但西西里鐘塔則是單獨蓋在建築物的正面，通常建在中央的山形牆（pediment）頂上，拱門下方並清楚的設有一至多口鐘，例如卡塔尼亞教區教堂（圖一）。多鐘的大教堂常在建築物正面的最高處，搭配上雕刻、裝飾複雜的拱廊（圖三）。這些鐘塔集合了西西里巴洛克式建築最不朽、獨特的特色。
6. 鑲飾的彩色大理石，用於地面與牆壁，尤其常見於教堂內部。西西里這種特殊的木片拼花工藝（Intarsia）自十七世紀起開始發展（見圖十四的地面）。
7. 圓柱，通常與其他圓柱疏離、獨自豎立，支撐著簡樸的拱門，從此可見受到較早期、更樸素的諾曼建築的影響。
8. 裝飾的粗面光邊石工。賽巴斯提亞諾·賽利歐（Sebastiano Serlio）曾在他的粗面光邊石工（rustication）上以塊塊方石（ashlar）做為裝飾；到了十六世紀末期，西西里的建築師則在石塊上雕刻樹葉、魚鱗，甚至還有甜點與貝殼；貝殼後來並躋身巴洛克式設計中最盛行的裝飾符號。有時候粗面光邊石工會被用於支柱上，而不是牆壁，成為預期心理的翻轉，甚至是一種建築學的戲謔（圖二）。
9. 火山熔岩石，產自當地，用於許多西西里巴洛克式建築的構築，因這是可以最輕易取得的素材。黑或灰的色調被用來創作對比的裝飾物，襯托出巴洛克時期對光與影的運用與喜愛（圖二）。
10. 西班牙的影響。在西班牙統治時期，所受西班牙的建築風格的影響（圖十三），儘管西班牙的影響相較於諾曼人仍顯得十分輕微。西班牙風格，法國文藝復興建築的樸素版本，尤其可明顯見於西西里東部，當地由於小型暴動頻傳，而駐守了較強大的西班牙軍隊。墨西拿的恩典閘門（Porta Grazia），建於1680年做為西班牙城塞，在西班牙的其他殖民地所建的任何城鎮與城塞中，並不會顯得格格不入。這道拱形城門的風格，同它華美的線腳（moulding）與渦捲形裝飾，在地震後的卡塔尼亞很快的便受到了廣泛的模仿。

儘管這些特徵從沒同時在同一個建築物上出現，也沒有一個特徵是西西里巴洛克風格獨有的，但是它們相結合時，卻賦予了西西里巴洛克與眾不同的感覺。其他巴洛克的特色，例如窗戶上殘破的山形牆、鋪張的使用雕像，以及頂部彎曲的窗戶和門，都是巴洛克建築的象徵，但在歐洲各地的巴洛克建築上都能找到。

## 早期的西西里巴洛克

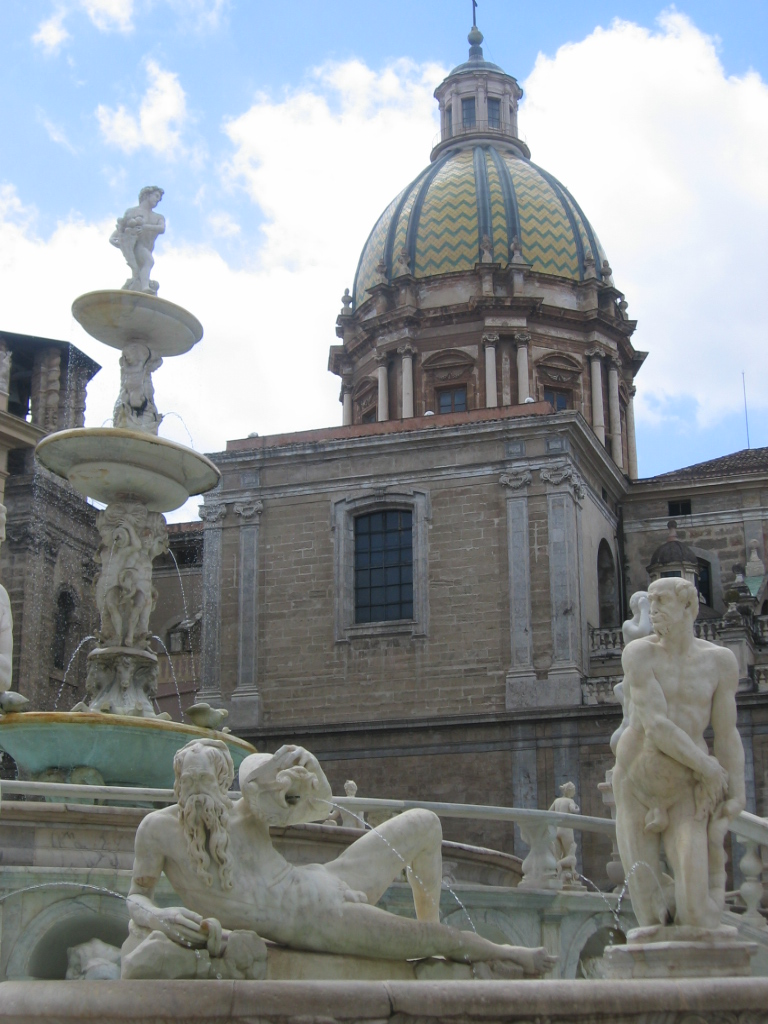
圖五：巴勒莫的普列托利亞廣場。噴水池（約1554年）由法蘭西斯科·卡密里亞尼所建，是首都內唯一一件文藝復興盛期藝術品。俯視其的是聖卡特林納教堂（約1556年），有著巴洛克晚期的壯觀穹頂。

火山噴發而成的西西里島，坐落於地中海中央，與義大利半島相隔，曾歷經希臘人的殖民，羅馬政權的壓迫，拜占庭帝國的統治，及蠻族征服，後來又成了穆斯林的酋長國，諾曼公國，霍亨斯陶芬的王國，接著被安茹人統治，並而後依序被交給西班牙人及那不勒斯的波旁王室，直到1860年才最終被併入義大利王國。西西里人因此接觸了一連串豐富而全異的文化；這並反映出島上建築的特殊多樣性。
西西里島特有的一種裝飾性古典建築在1530年代已逐漸形成。受到島上已毀壞的希臘建築與諾曼主教座堂啟發，此建築通常會將希臘建築的裝飾圖形，如希臘鍵紋（Greek key）圖樣，結合晚期的諾曼建築與哥德式特色，如尖銳的拱門與窗口。西西里諾曼建築融入了一些不常見於諾曼建築以外之處的拜占庭元素，而就像其他的羅馬式建築，它進而融合了哥德的特色。這些早期的裝飾性建築，不同於歐洲大陸的建築，它並非演變自文藝復興建築，而是由諾曼風格發展而來的。文藝復興建築對西西里島幾乎沒有產生影響；在首府巴勒莫，文藝復興盛期的唯一遺跡，只有在其已二十歲時，從佛羅倫斯被帶到當地的噴水池（圖五）。
不管文藝復興風格從未風行於西西里島的原因為何，它肯定不是被忽略了。安托內羅·加吉尼以文藝復興風格設計了聖母波爾圖·薩爾沃教堂（Santa Maria di Porto Salvo），但1536年，在他去世後而止於半途；建築師安東尼奧·史卡利奧利取代了他，後來並以諾曼建築風格完成了該建築。此風格在將近1693年地震之時，似乎也影響了西西里島的建築。而甚至矯飾主義也在西西里島留下了足跡。只有墨西拿的建築，其當中仍依稀可以察覺到文藝復興的影響，而為此，地理因素佔了一定程度的原因：它的位置坐落在義大利本島的視野範圍內，而且西西里最重要的港口墨西拿，一直都是島外相對較能接受流行趨勢的地區。城裡的貴族資助者時常會要求佛羅倫斯或羅馬提供他們建築師；其中一例是佛羅倫斯人喬凡尼·安傑洛·蒙托索利，其奠定了十六世紀中期托斯卡納的建築與雕塑風格。然而，這些影響仍然主要侷限在墨西拿與周圍地區。它似乎是羅馬天主教會的互惠，脫離了仍保留著保守建築風貌的羅馬流行風格。
然而，西西里島並不是完全孤立於其以外的歐洲地區。島內主要城市的建築深受雕刻家多明尼克·加吉尼家族的影響。加吉尼於1463年自佛羅倫斯抵達西西里，其旗下的雕刻家與畫家以華麗裝飾性與形象性雕塑裝點當地的教堂與建築。在他的家族慎重著手裝飾島上教堂後不到一世紀（1531–37年），安東尼歐·加吉尼於特拉帕尼完成了有拱形框架的舞台。

## 著名西西里巴洛克建築師
- 安托內羅·加吉尼 Antonello Gagini
- 羅莎里歐·卡里亞迪 Rosario Gagliardi （页面存档备份，存于）
- 安德利亞·吉甘提 Andrea Giganti
- 瓜里諾·瓜里尼 Guarino Guarini
- 史戴芬諾·伊塔爾 Stefano Ittar
- 帕歐羅·拉比席 Paolo Labisi
- 朱立歐·拉索 Giulio Lasso
- 朱賽普·文納奇歐·馬福格利亞 Giuseppe Venanzio Marvuglia
- 托瑪斯·拿波里 Tomasso Napoli
- 安德利亞·帕爾瑪 Andrea Palma
- 文森索·辛納屈 Vincenzo Sinatra
- 喬凡諾·巴蒂斯塔·瓦卡利尼 Giovanni Battista Vaccarini

## 外部連結
- Churches of Ragusa （页面存档备份，存于）
- Palazzi interiors including Palazzo Gangi
- Photographs of some Sicilian Baroque churches （页面存档备份，存于）
- The Sicilian Aristocracy （页面存档备份，存于）
- Val di Noto （页面存档备份，存于）
- The baroque treasure of Palermo （页面存档备份，存于）
- The Wonders of Sicily – Images of the Sicilian Baroque （页面存档备份，存于）